# Bandeira do estado

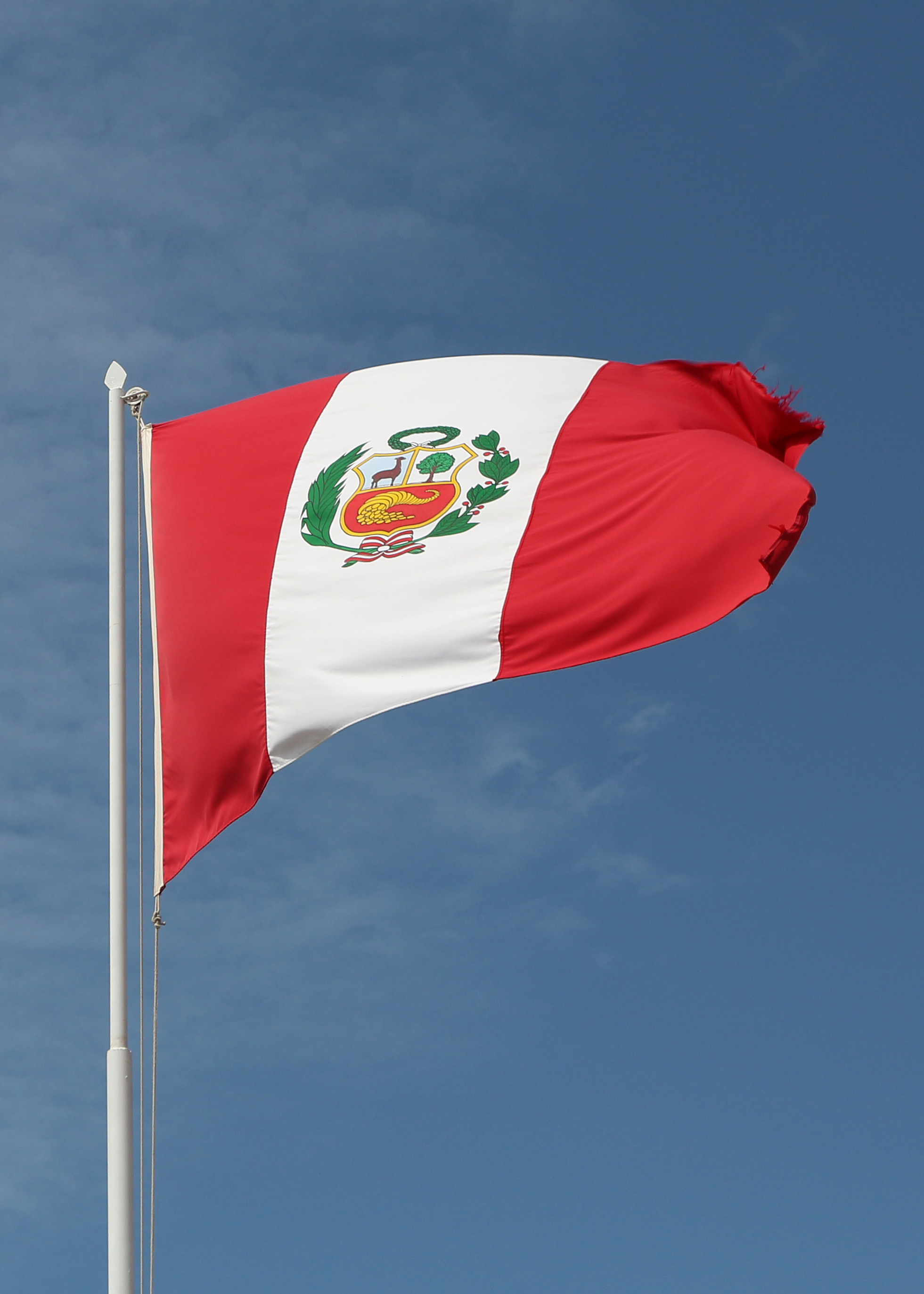
A bandeira do estado do Peru

Na vexilologia, a bandeira de estado é a bandeira do governo de um estado soberano ou a bandeira de um estado federado individual (divisão administrativa subnacional). 

## Bandeira do governo
Uma bandeira nacional é uma variante de uma bandeira nacional é especificamente designada e restrita por lei ou costume ao uso pelo governo de um país ou suas agências. Por esse motivo, às vezes são chamadas de bandeiras do governo. Em muitos países, a bandeira do estado e a bandeira civil são idênticas, mas em outros países, principalmente na América Latina, Europa Central e Escandinávia, a bandeira do estado é uma versão mais complexa da bandeira nacional, geralmente apresentando o brasão nacional ou algum outro emblema como parte do design. Os países escandinavos também usam bandeiras estaduais com cauda de andorinha, para diferenciá-las ainda mais das bandeiras civis. 
Além disso, alguns países têm insígnias estaduais, bandeiras separadas para uso por embarcações governamentais não militares, como embarcações de guarda costeira. Por exemplo, os navios do governo no Reino Unido ostentam a Bandeira Azul. 
As bandeiras estaduais não devem ser confundidas com a bandeira nacional usada por organizações militares; estas são chamadas de bandeiras de guerra e bandeiras de popa. 

## Bandeira de um estado federado (entidade subnacional)

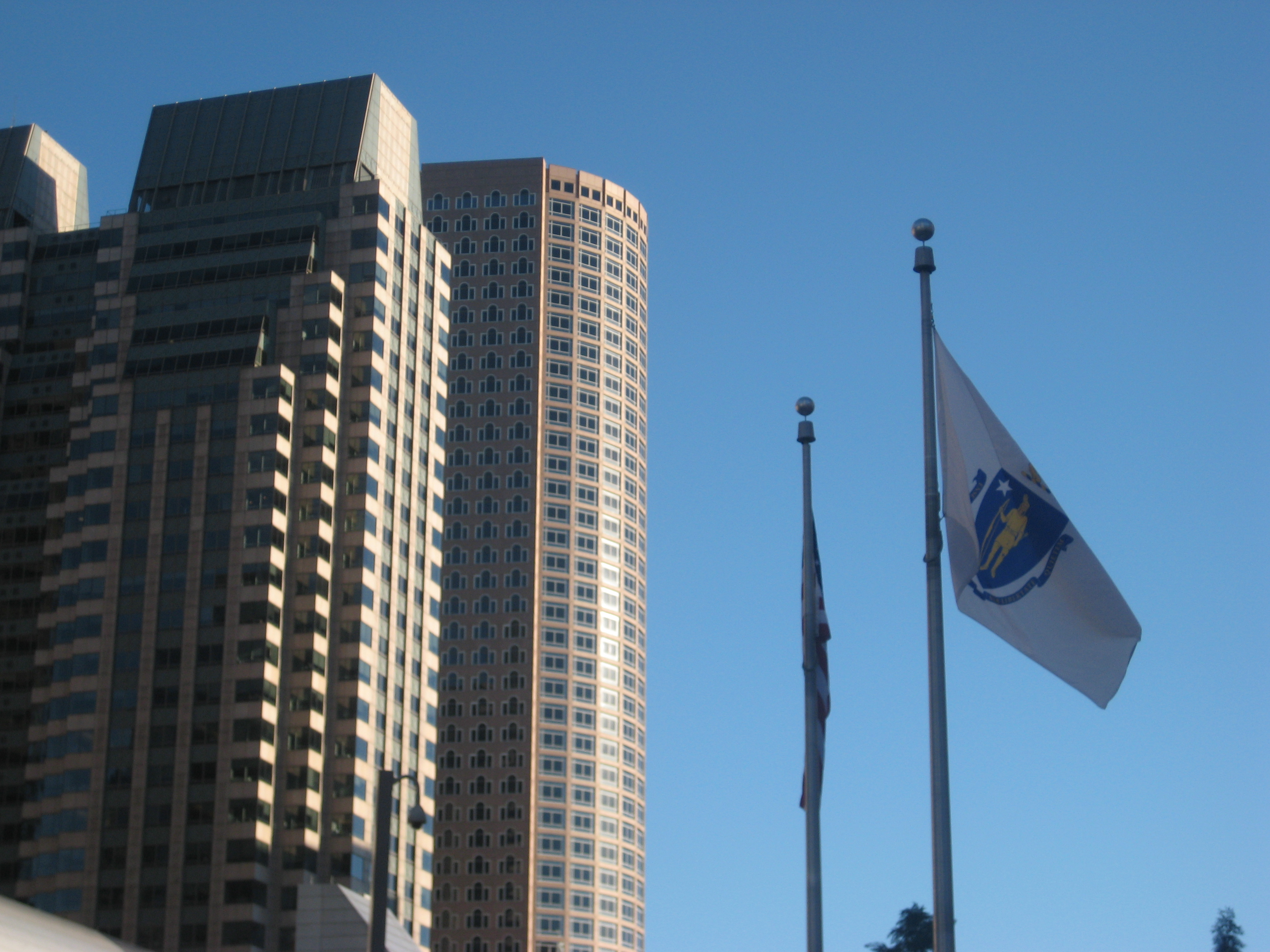
A bandeira do estado de Massachusetts em exibição no Distrito Financeiro de Boston, Massachusetts, Estados Unidos.

Na Argentina, Austrália, Brasil, Canadá, Estados Unidos e alguns outros países federalizados, o termo bandeira estadual pode ter um uso diferente, pois frequentemente se refere a uma bandeira oficial de qualquer um dos estados individuais ou subdivisões territoriais que compõem a nação. 
Para evitar confusão com o primeiro significado do termo, no entanto, tal bandeira seria mais precisamente chamada de "bandeira do estado de X", em vez de "bandeira de estado de X".